# Somalische lijster
De Somalische lijster (Turdus ludoviciae) is een zangvogel uit de familie lijsters (Turdidae). De vogel werd in 1895 door Ethelbert Lort Phillips beschreven; de vogel is genoemd naar zijn vrouw Louise.  Het is een kwetsbare, endemisch vogelsoort in Somalië.

## Kenmerken
De vogel is 23 cm lang, zo groot als een wat tenger uitgevallen merel, met een zwarte kop, rug en staart en een gele snavel en poten. De buik en borst zijn bruingrijs. Het vrouwtje is wat doffer, daar waar het mannetje zwart is, heeft meer bruine, donkergrijze veren.

## Verspreiding en leefgebied
Deze soort is endemisch in Noord-Somalië in jeneverbesbossen, die liggen op 1300 tot 2000 meter boven zeeniveau in het bergachtige noorden.

## Status
De grootte van de populatie werd in 2016 door BirdLife International geschat op 6 tot 16 duizend individuen en de populatie-aantallen nemen af door habitatverlies. Vooral in de jaren 1970 en 1980 bestond de vrees dat de bergbossen in hoog tempo verdwenen om plaats te maken voor weidegrond en dat het toekennen van de status bosreservaat, geen enkel beschermend effect had. In 2000 en 2004 had de vogel daarom de status ernstig bedreigd. Inmiddels blijkt dat het tempo waarin bossen verdwijnen lager ligt dan toen gedacht. Daarom staat de vogel sinds 2008 als kwetsbaar op de Rode Lijst van de IUCN.